# Gerichtsbezirk Karfreit
Der Gerichtsbezirk Karfreit (slowenisch: Kobarid, italienisch: Caporetto) war ein dem Bezirksgericht Karfreit unterstehender Gerichtsbezirk in der Gefürsteten Grafschaft Görz und Gradisca. Karfreit war der flächenmäßig siebtgrößte Gerichtsbezirk der Grafschaft Görz und wies die drittgeringste Einwohnerzahl auf, wodurch er auch die zweitgeringste Bevölkerungsdichte hatte. Der Gerichtsbezirk umfasste Gebiete in der heutigen, slowenischen Region Goriška an der Staatsgrenze zu Italien und gehörte zum Bezirk Tolmein. Nach dem Ersten Weltkrieg musste Österreich den gesamten Gerichtsbezirk an Italien abtreten, nach dem Zweiten Weltkrieg gelangte das Gebiet an Jugoslawien. Es liegt heute im äußersten Westen Sloweniens.

## Geschichte
Um 1850 wurde in der Gefürsteten Grafschaft Görz und Gradisca so wie im gesamten Kaisertum Österreich die ursprüngliche Patrimonialgerichtsbarkeit aufgelöst. In der Folge wurden die Gerichtsbezirke geschaffen. Das spätere Gebiet des Gerichtsbezirks Karfreit unterstand dem für die gesamte Grafschaft zuständigen Landesgericht Görz, das wiederum dem Oberlandesgericht Triest, das am 1. Mai 1850 seine Tätigkeit aufnahm, unterstellt war. Auch nachdem Görz und Gradisca bzw. Triest sowie Istrien vom ursprünglichen Kronland Küstenland ihre Selbständigkeit als Kronland erlangten, blieb das Oberlandesgericht Triest die oberste Instanz für den Gerichtsbezirk Karfreit.
Die Bildung des Gerichtsbezirks Karfreit wurde erst 1895 beschlossen. Per 1. Jänner 1900 nahm das Bezirksgericht Karfreit seine Tätigkeit auf. Der Gerichtsbezirk entstand aus den Gemeinden Drežnica, Greginj (Bergogna), Kreda (Creda), Idersco, Kobarid (Karfreit bzw. Caporetto), Libušinja (Libussina), Livek (Luiko) und Sedlo (Sedula) des Gerichtsbezirks Tolmein und der Gemeinde Trnovo (Ternovo) des Gerichtsbezirks Flitsch. Gemeinsam mit den Gerichtsbezirken Flitsch und Tolmein bildete der Gerichtsbezirk Karfreit in der Folge den Bezirk Tolmein.
Der Gerichtsbezirk Karfreit wies 1910 eine Bevölkerung von 9.120 Personen auf, von denen 9.064 Slowenisch als Umgangssprache angaben. Im Gerichtsbezirk lebten im Gegensatz zu allen anderen Gerichtsbezirken lediglich 7 Deutschsprachige und keine Italienischsprachigen sowie lediglich 49 Anderssprachige oder Staatsfremde.
Durch die Grenzbestimmungen des am 10. September 1919 abgeschlossenen Vertrages von Saint-Germain wurde der Gerichtsbezirk Karfreit zur Gänze Italien zugeschlagen. Nach dem Zweiten Weltkrieg gelangte das Gebiet an Jugoslawien, heute ist es großteils Teil der Gemeinde Kobarid bzw. Sloweniens.

## Gerichtssprengel
Der Gerichtssprengel umfasste 1910 die neun Gemeinden Breginj (Bregogna), Drežnica, Idersco, Kobarid (Karfreit bzw. Caporetto), Kred, Libušinje, Livek (Luiko), Sedlo und Trnovo.